# 國立臺灣史前文化博物館
國立臺灣史前文化博物館（簡稱史前館）位於臺灣臺東縣臺東市，是臺灣主要的公立人類學與自然史博物館之一，也是臺灣東部唯一的國家級博物館，以臺灣史前文化和臺灣原住民族文化的文物收藏、研究與教育推廣為主。
史前館的基礎在卑南遺址，館地約有10公頃，包含位於臺東市的康樂本館，位於卑南遺址的卑南遺址公園、以及台南科學園區的南科考古館。該館原建築為1993年由後現代主義大師美國建築師麥可·葛瑞夫及沈祖海建築師團隊設計，2020年進行建築再造工程，陳哲生建築師以「打開」及「流動」為主要設計概念，整合原本各自零碎的空間，並強化了原本麥可·葛瑞夫建築的精神性。

## 歷史
- 1980年7月，因臺灣鐵路管理局要興建南迴線卑南車站（今臺東車站），無意中發掘出藏有大量文物的卑南文化遺址。經過台東縣政府及國立臺灣大學人類學系宋文薰與連照美教授率領考古隊考察，該地是台灣新石器時代目前發掘出來範圍最大的遺址。在多年的文物搶救、考察與規劃下，國立臺灣史前文化博物館目前分為三大主題來展示不同種類的文物，分別是台灣自然史、台灣史前史與台灣南島民族。該館並非直接建在考古遺址上，而是另建有卑南文化公園來保存遺址。

- 1989年4月，教育部陳報「國立臺灣史前文化博物館規劃方案」。7月，行政院同意「國立臺灣史前文化博物館規劃方案」。
- 1990年2月1日，教育部成立國立臺灣史前文化博物館籌備處。11月，內政部同意卑南車站西側部分保護區變更為公園用地，預備興建博物館用。
- 1991年8月，由於內政部擴大卑南遺址範圍，範圍內不宜興建大型建築，國立臺灣史前文化博物館籌備處請教育部協助解決建館地點問題。9月，教育部部長毛高文指示，於臺東縣覓地興建博物館。
- 1995年，中央研究院歷史語言研究所受行政院國家科學委員會委託於臺南科學園區進行遺址調查。至今連同其周邊新開發台南特定工業區及樹谷工業園區，已發現58處考古遺址。
- 1998年7月，國立臺灣史前文化博物館新建工程開工。
- 2001年7月10日，史前館試營運，舉行開館典禮。7月24日，史前館「南島民族展示廳」火災。
- 2002年8月17日，史前館重建完成，正式開館。
- 2003年3月，教育部指定史前館為南科出土文物之保管機構。9月，史前館陳報「臺東南島文化園區設置計畫」。
- 2004年3月，教育部核定史前館負責籌建南科分館。8月，行政院覆函教育部，原則同意南島文化園區興建計畫。
- 2006年8月，教育部轉行政院函示：南島文化園區興建計畫停止辦理，南島學術研究部分持續推動。
- 2007年4月，史前館與行政院原住民族委員會文化園區管理局簽訂策略聯盟合約。8月，行政院核定史前館南科分館計畫，建館經費為新臺幣15億元，暫名「國立臺灣史前文化博物館南科考古館」，佔地2.44公頃，籌建期程為2008年至2013年。
- 2008年10月，原住民族電視台東部製播中心於史前館開幕，原住民族電視台與史前館簽訂合作協議。
- 2012年5月，史前館自教育部改隸文化部。
- 2015年，史前館首度開放一卡通購票入館服務。7月，史前館獲得環境教育設施場所認證並取得證書。
- 2020年6月，史前館康樂本館啟動建築景觀再造、常設展更新及新設探索館等工程，暫停對外營運。
- 2022年6月25日，史前館康樂本館開放部分空間，以預約參觀推出特展搶先看。
- 2023年5月，史前館南島廳「世界開始的地方」動畫，榮獲德國「iF設計獎」動畫類殊榮。5月19日，史前館康樂本館重新開幕。7月27日，史前館建築景觀再造工程以打開與流動的空間概念，榮獲「2023年國家卓越建設獎」特別獎殊榮。
- 2025年4月23日，文化部將館藏楊傳廣於1960年羅馬奧運獲得的田徑十項全能銀牌以「楊傳廣1960年羅馬奧運十項全能銀牌」登錄為國寶。[3]

## 組織
- 館長
  - 副館長

館內組織
- 研究典藏組
- 展示教育組
- 遺址發展組
- 南科館管理中心
- 秘書室
- 主計室
- 人事室

### 分館
- 南科考古館（位於台南市新市區）
- 卑南遺址公園（位於台東縣台東市）

## 歷任館長
| 任別                              | 姓名                              | 就職時間                          | 卸任時間                          |
| 國立臺灣史前文化博物館籌備處 主任 | 國立臺灣史前文化博物館籌備處 主任 | 國立臺灣史前文化博物館籌備處 主任 | 國立臺灣史前文化博物館籌備處 主任 |
| --------------------------------- | --------------------------------- | --------------------------------- | --------------------------------- |
| 1                                 | 連照美                            | 1990年                            | 1992年                            |
| 2                                 | 陳義一                            | 1992年                            | 2001年                            |
| 國立臺灣史前文化博物館 館長       |                                   |                                   |                                   |
| 1                                 | 陳義一                            | 2001年                            | 2002年                            |
| 代理                              | 吳椿榮                            | 2002年2月                         | 2002年3月                         |
| 2                                 | 臧振華                            | 2002年3月                         | 2006年3月                         |
| 3                                 | 浦忠成                            | 2006年3月                         | 2008年8月31日                     |
| 4                                 | 童春發                            | 2008年10月9日                     | 2011年7月31日                     |
| 5                                 | 張善楠                            | 2011年8月1日                      | 2017年3月5日                      |
| 代理                              | 林志興                            | 2017年3月6日                      | 2017年4月26日                     |
| 6                                 | 李玉芬                            | 2017年4月27日                     | 2018年7月30日                     |
| 代理                              | 陳登欽                            | 2018年8月1日                      | 2018年9月17日                     |
| 7                                 | 王長華                            | 2018年9月18日                     | 2023年7月31日                     |
| 8                                 | 蔡政良                            | 2024年7月31日                     | 現任                              |

## 博物館展示
史前館康樂本館2023年5月重新對外營運，歷時三年的展示更新工程以臺灣史前史廳及南島廳為改造重點，並為學齡兒童規劃全新的探索館，同時針對臺灣自然史廳進行局部優化及部分內容擴增。臺灣史前史廳以近卅年關於臺灣重要的考古研究成果為基礎，以「三萬年來生活在台灣這塊土地上人的故事」為主軸，並擴大展示內涵至臺灣周邊地區；南島廳則以「島是船-海是路之海洋思維與島嶼經驗」為核心概念，以「連結」（connectivity）作為主要觀點，全新規劃展示內容；探索館則透過美國白鴿的淚水之路、加拿大查尼的秘密小徑及臺灣不合腳的鞋子三個故事，來正視 「被迫遷移」、「同化教育」與「移工」等議題，希冀啟發親子觀眾共同理解及反思不同族群的歷史與生命經驗。
- 臺灣自然史廳：以「時間旅程」來訴說臺灣島誕生的故事，動線安排依時間順序，分別呈現於「誕生」、「冰期」、「新生代」三個展覽室， 透過「地質- 生物- 人」的序列，逐步討論人與自然的互動。
- 臺灣史前史廳：臺灣是個開放的海島，隨著周遭地區航海技術及生活工藝的進展，不斷有人群在島內外往來、交流，帶進新的文化元素，同時也融入在地發展，最終結合、創造出獨有的臺灣文化。臺灣史前史廳述說自30,000 年前的舊石器時代，綿延至500 年前步入歷史時代之前，生活在這塊土地上人群的故事。
- 南島廳：北起臺灣、南至奧特亞羅瓦（紐西蘭）、西起非洲東岸的馬達加斯加、東至南美洲西岸的拉帕努伊（復活節島），在這片海洋上星羅棋布著成千上萬的島嶼，這裡是南島族群分布的範圍，更是你我共同生活在一起的家園。在「南島世界．世界南島」主軸下，透過「kita我們」、「理解」、「邊界」、「交換」、「溝通」與「認同」六個單元，從南島族群的視角理解大洋多樣的文化面貌，並從世界史的角度認識群島與不同文化的獨特互動。
- 探索館：探索館猶如史前館的館中館，空間機能包含服務臺、多功能教室、創意工坊、親子休息暨遊戲區、史前探索遊戲區及「同理心：移動的故事」展示區。規劃透過遊戲與故事兩大核心，引發觀眾探索史前文化的好奇心，以及對原住民歷史議題的同理心。

## 交通
- 臺灣鐵路公司南迴線康樂車站

### 引用
1. ↑  文化部組織法.全國法規資料庫
2. ↑  國立臺灣史前文化博物館組織法.全國法規資料庫
3. ↑  楊傳廣1960年羅馬奧運十項全能銀牌，國家文化資產網
4. ↑  組織架構 （页面存档备份，存于）.國立臺灣史前文化博物館

## 外部連結
- （繁體中文）（英文）（日語）國立臺灣史前文化博物館官方網站（页面存档备份，存于）
- 國立臺灣史前文化博物館的Facebook專頁
- YouTube上的國立臺灣史前文化博物館頻道